# Lockheed Martin Polecat
Lockheed P-175 Polecat je experimentální bezpilotní letoun s charakteristikami stealth.

## Historie a vývoj
Letoun byl vyvinut společností Lockheed Corporation pro experimentální účely aby získala zkušenosti s bezpilotními letadly a mohla tak lépe konkurovat zejména společnostem Northrop Grumman a Boeing. Prototyp byl vyvinut a postaven v relativně krátkém čase osmnácti měsíců na vlastní náklady společnosti v pobočce Lockheed Martin Advanced Development Company známou především pod označením Skunk Works.
Jediný prototyp vzlétl 19. června 2005 a létal na zkušebním polygonu Groom Lake ve státu Nevada. Konstrukčně, vzhledově a uspořádáním je letoun velmi podobný stealth bombardéru B-2 Spirit.
18. prosince 2006 prototyp havaroval díky chybnému příkazu počítače, který vydal z neznámých důvodů příkaz ke zničení letadla. V současné době není známo jestli se bude stavět další prototyp.
Poznámka: Vzhledem k povaze tohoto letadla (prototyp pouze pro zkoušky) nejsou o něm známy prozatím všechny informace dokud je výrobce neuveřejní.

## Specifikace

### Technické údaje
- Osádka: 0
- Délka:
- Rozpětí: 27,43 m
- Výška:
- Plocha křídel:
- Hmotnost (prázdný):
- Hmotnost (naložen): 4086 kg
- Pohonná jednotka: 2 × dvouproudový motor Wiliams FJ44-3E, každý o tahu 13,38 kN

### Výkony
- Maximální rychlost:
- Dolet:
- Dostup: 20 000 m
- Vytrvalost: 4 hodiny
- Tah/Hmotnost:

### Výzbroj
výstroj o hmotnosti 453 kg (optické senzory, infračervené senzory aj. elektronika).